# Ciao paisà
Ciao paisà è una raccolta di Mario Merola del 1988.

## Tracce
- Quatt'anna ammore (3:43)
- Dicite all'avvocato (3:20)
- Malommo (2:47)
- Femmena nera (3:31)
- Amice (2:35)
- L'urdemo avvertimento (3:29)
- L'urdemo bicchiere (3:24)
- So' nnato carcerato (3:15)
- S'è cagnata a' scena (2:47)
- Quattro mura (3:11)
- Velo niro (3:23)
- Malufiglio (3:22)